# Walter Fiedler (Zoologe)
Walter Fiedler (* 8. August 1922 in Großharras, Niederösterreich; † 5. August 2009 in Wien) war ein österreichischer Zoologe und langjähriger Direktor des Wiener Tiergartens Schönbrunn.

## Biografie
Fiedler, Sohn eines Lehrers, maturierte 1940 in Wiener Neustadt mit Auszeichnung, anschließend studierte er an der Universität Wien Geschichte, Geografie und Biologie. Nach dem Zweiten Weltkrieg und der Gefangennahme durch die Amerikaner setzte Fiedler ab 1947 sein Studium fort und immatrikulierte sich für Zoologie und Anthropologie. 1950 erfolgte die Promotion mit der Dissertation „Morphologie der Kiefermuskulatur der Oscines“. 1969 habilitierte er sich an der Universität Wien und 1981 erhielt er den Professorentitel. Von 1967 bis Ende 1987 war Fiedler Direktor des Tiergartens Schönbrunn.

## Werke
- Die Menagerie und der Botanische Garten des Prinzen Eugen im Belvedere. In: Prinz Eugen und sein Belvedere. (= Sonderheft der Mitteilungen der Österreichischen Galerie zur 300. Wiederkehr des Geburtstages des Prinzen Eugen). Band 7. Wien 1963, S. 143–181.
- Der älteste Zoo der Welt. In: Rosl Kirchshofer (Hrsg.): Zoologische Gärten der Welt. Die Welt des Zoo. Pinguin Verlag/Umschau Verlag, Innsbruck/Frankfurt am Main 1966, S. 212–222.
- Walter Fiedler (Hrsg.): Tiergarten Schönbrunn. Geschichte und Aufgaben. Schoenbrunn Zoo. History and Problems (= Aus Österreichs Wissenschaft). Verband der wissenschaftlichen Gesellschaften Österreichs, Wien 1976, DNB 770501974.

## Ehrungen
1973 wurde Fiedler mit dem Goldenen Ehrenzeichen für seine Verdienste um die Republik Österreich und 1982 mit der Goldenen Ehrennadel für die Verdienste um das Land Wien gewürdigt.